# Acueducto del río Colorado
El Acueducto del río Colorado (en inglés: Colorado River Aqueduct) es un sistema de conducción de agua de 242 millas (389 kilómetros) en el sur de California en los Estados Unidos, gestionado por el Distrito Metropolitano de Agua del Sur de California (MWD). El acueducto toma el agua del Río Colorado en el Lago Havasu, en los límites entre California y Arizona oeste a través de los desiertos de Mojave y Colorado hacia el lado este de las montañas de Santa Ana. Es una de las principales fuentes de agua potable para el sur de California. Originalmente concebido por William Mulholland y diseñado por el ingeniero jefe Frank E. Weymouth del MWD, fue la mayor obra pública en el sur de California durante la Gran Depresión.